# 溫尼伯市旗
溫尼伯市旗制定於1975年10月。中央是溫尼伯市徽，左上是藍色，右下是黃色。藍色象徵溫尼伯的藍天，黃色象徵麥田。顏色和寓意都和烏克蘭國旗類似。

## 外部連結
- 世界旗帜网（FOTW）的Flag of Winnipeg